# Fünfkampf-Länderkampf der Frauen 1969 BR Deutschland – Niederlande
| 8. Leichtathletik-Länderkampf mit bundesdeutscher Beteiligung 1969 | 8. Leichtathletik-Länderkampf mit bundesdeutscher Beteiligung 1969 |
| ------------------------------------------------------------------ | ------------------------------------------------------------------ |
|                                                                    |                                                                    |
| Fünfkampf-Vergleich der Frauen: BR Deutschland – Niederlande       |                                                                    |
| Austragungsort                                                     | Bergisch Gladbach                                                  |
| Wettbewerbe                                                        | 1                                                                  |
| Datum                                                              | 21./22. Juni                                                       |
| 1. NLD 2. FRG                                                      | 17.851 Punkte 17.714 Punkte                                        |
| Chronik                                                            |                                                                    |
| ← FRG-FRA (M)                                                      | ROU-FRG (F) →                                                      |

Im achten Vergleich des Länderkampfjahres 1969 trugen die Frauen am 21./22. Juni ihren zweiten Fünfkampf-Länderkampf dieser Saison aus. In Bergisch Gladbach traten sie gegen die Niederlande an. Es war die zweite Begegnung der beiden Länder in einem Fünfkampf, die erste hatte die Bundesrepublik Deutschland knapp verloren.

## Wettbewerb und Modus
Auf dem Programm stand ein Fünfkampf mit dem nun üblichen Hürdenlauf über 100 Meter anstelle von 80 Metern. Jede Nation stellte fünf Teilnehmerinnen, von denen die vier Besten durch Addition ihrer Punktergebnisse gewertet wurden.

## Ergebnis
Auch in dieser Begegnung gab es ein knappes Ergebnis. Einzelsiegerin wurde eine niederländische Mehrkämpferin. Die Punktabstände waren äußerst eng. Die ersten Drei waren nur durch einen Punkt voneinander getrennt, zwischen Rang eins und sechs lagen lediglich 62 Punkte. In der Gesamtpunktzahl lagen die bundesdeutschen Vertreterinnen mit ihren Rängen zwei, fünf, sechs und acht erneut hinten (17.714 zu 17.851 Punkte).

### Fünfkampf
| Platz | Name                   | Nation | Punkte | 100 m Hürden | Kugel- stoßen | Hoch- sprung | Weit- sprung | 200 m  |
| ----- | ---------------------- | ------ | ------ | ------------ | ------------- | ------------ | ------------ | ------ |
| 01    | Miep van Beek          | NLD    | 4497   | 14,8 s       | 10,81 m       | 1,59 m       | 5,69 m       | 25,0 s |
| 02    | Christa Kamphausen     | FRG    | 4496   | 14,5 s       | 11,86 m       | 1,56 m       | 5,80 m       | 26,2 s |
| 03    | Hilly de Lange-Gankema | NLD    | 4496   | 14,7 s       | 10,05 m       | 1,59 m       | 5,68 m       | 24,5 s |
| 04    | Marian Ackermans       | NLD    | 4488   | 15,3 s       | 11,82 m       | 1,62 m       | 5,79 m       | 25,8 s |
| 05    | Christel Voß           | FRG    | 4466   | 14,6 s       | 13,16 m       | 1,53 m       | 5,43 m       | 26,0 s |
| 06    | Ursula Farthmann       | FRG    | 4434   | 14,2 s       | 10,00 m       | 1,50 m       | 5,53 m       | 24,4 s |
| 07    | Mary van der Raadt     | NLD    | 4370   | 15,2 s       | 11,14 m       | 1,62 m       | 5,51 m       | 26,0 s |
| 08    | Ursula Leuschner       | FRG    | 4318   | 15,2 s       | 09,16 m       | 1,59 m       | 5,47 m       | 24,5 s |
| 09    | Ulrike Jacob           | FRG    | 4315   | 15,1 s       | 08,56 m       | 1,65 m       | 5,65 m       | 25,3 s |
| 10    | Ella Deurio            | NLD    | 4019   | 15,3 s       | 09,29 m       | 1,50 m       | 5,40 m       | 26,6 s |